# Anquan Boldin
(en) Statistiques sur pro-football-reference
Anquan Kenmile Boldin, né le 3 octobre 1980 à Pahokee en Floride, est un joueur américain de football américain évoluant au poste de wide receiver.

## Biographie
Boldin est scolarisé à Pahokee High School.
Étudiant à l'université d'État de Floride, il joue pour les Seminoles de Florida State. Il a également des compétences comme quarterback.

### Avec les Cardinals de l'Arizona
Il est drafté en 2003 à la 54e place (deuxième tour) par les Cardinals de l'Arizona. À la fin de sa première année, il est élu NFL Offensive Rookie of the Year. Il forme avec Larry Fitzgerald, drafté une année plus tard, une paire efficace de wide receivers chez les Cardinals. En 2008, il demande à être échangé à la suite d'un conflit financier, ce qui est refusé par la franchise. Avec les Cardinals, il est sélectionné trois fois au Pro Bowl, en 2003, 2006 et 2008 et joue durant le Super Bowl XLIII, au cours duquel il capte 8 passes pour 84 yards.

### Avec les Ravens de Baltimore
Il signe chez les Ravens de Baltimore en 2010 pour un contrat de 4 ans en échange des 3e et 4e choix de draft des Ravens. En 2012, il remporte avec eux son premier titre en battant les 49ers au cours du Super Bowl XLVIII, au cours duquel il capte 6 passes pour 104 yards et un touchdown.

### Avec les 49ers de San Francisco
Il signe chez les 49ers de San Francisco en 2013 en échange du 6e choix de draft des 49ers. Le 3 mars 2014, il signe une prolongation de contrat de 2 ans.

## Records professionnels
- Plus grand nombre de réceptions en une saison par un rookie : 101
- Plus grand nombre de yards reçus pour son premier match en carrière : 217
- Plus grand nombre de réceptions pour ses 26 premiers matchs : 157
- Joueur le plus rapide à atteindre les 400 réceptions (67 matchs) ; les 500 réceptions (80 matchs) ; les 600 réceptions (98 matchs)